# Скибин, Рустем Владимирович
Рустем Владимирович Скибин (укр. Рустем Володимирович Скибін, крымскотат. Rustem Vladimir oğlu Skibin; род. 6 апреля 1976, Самарканд) — украинский художник-керамист и гончар крымскотатарского происхождения. Заслуженный мастер народного творчества Украины (2020). Член Ассоциации крымскотатарских художников.

## Биография
Родился 6 апреля 1976 года в Самарканде. Отец — наполовину — украинец, наполовину — немец. Мать — крымская татарка.
В 1991 году поступил в Самаркандское училище искусств имени А. Абдурасулова, тогда же впервые побывал в Крыму. Окончил училище по специальности «художник-педагог» в 1996 году, после чего переехал в Крым.
С 1996 по 2000 год являлся главным художником на керамическом предприятии «Таврика» в Симферополе. С 2000 года — член Ассоциации крымскотатарских художников.
В 2000 году создал студию «El-Cheber» (в переводе — «Страна мастеров») в селе Акрополис Симферопольского района, которая в 2015 году была зарегистрирована как общественная организация. На основе коллекции орнаментов из вышивки крымских татар, которую собрал Мамут Чурлу, создал стиль полихромной росписи керамических изделий. Его основным произведениями являются керамические блюда и тарелки. Кроме того, мастер изготавливает светильники кандиль, фонтаны, декоративные панно и музыкальное инструменты. С 2004 года — участник проекта «Крымский стиль», член творческого объединения «Чатыр-Даг».

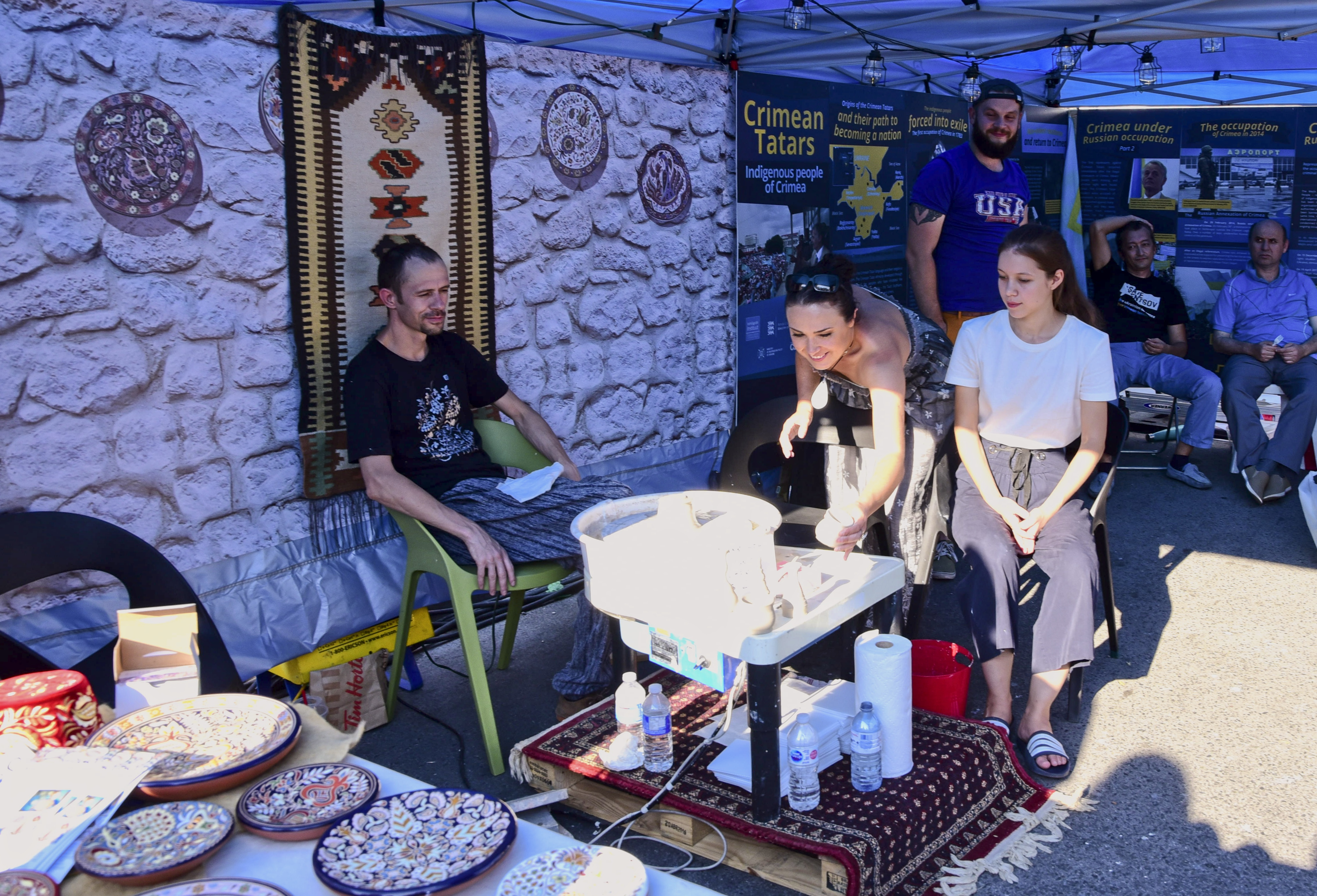
Скибин на фестивале в Торонто, 2018 год

В 2005 году стал кандидатом в члены Национального союза мастеров народного искусства Украины. C 2005 года преподавал в детской студии «Чельмекчилер» (в переводе — гончары) в Бахчисарае. В 2007 году открыл творческую мастерскую «Чебер-Эли» (в переводе — умелые руки) в Симферополе.
Участник акций Евромайдана в Симферополе. 2 марта 2014 года во время аннексии Крыма Россией переехал вместе с семьёй в Киев, где через год сумел открыть творческую мастерскую. Поселившись в столице Украины, начал участвовать в деятельности «Землячества крымских татар в городе Киеве», где возглавил комитет культурного развития (с 2014 года). Являлся волонтёром проекта «Крым SOS».
В 2021 году на Украинской неделе моды была представлена коллекция одежды с крымскотатарским орнаментом, которую разработал Рустем Скибин с дизайнером Полиной Веллер.

## Награды и звания
- Заслуженный мастер народного творчества Украины (21 августа 2020) — «За значительный личный вклад в государственное строительство, социально-экономическое, научно-техническое, культурно-образовательное развитие Украины, весомые трудовые достижения и высокий профессионализм»[12]